# Prosimulium petrosum
Prosimulium petrosum är en tvåvingeart som beskrevs av Rubtsov 1955. Prosimulium petrosum ingår i släktet Prosimulium och familjen knott. Inga underarter finns listade i Catalogue of Life.